# Sarah Stevenson
Sarah Diana Stevenson (Doncaster, 30 marzo 1983) è una taekwondoka britannica.
Stevenson arrivò quarta nel suo debutto alle Olimpiadi nel 2000 e dopo un errore esce nei quarti di finale alle Olimpiade del 2008 a Pechino,vince comunque la Medaglia di Bronzo, la prima medaglia della Gran Bretagna alle Olimpiadi in questo sport. Guadagnò un argento alle qualificazioni olimpiche, nonostante la sofferenza per un osso rotto della mano.
Ha studiato alla Don Valley High School in Scawthorpe. Iniziò gli allenamenti di Taekwondo a 10 anni.

## Carriera
Stevenson iniziò la sua carriera al Junior World Champion nel 1998. Nel 2000, vinse il terzo posto nel Torneo Mondiale di Qualificazione per il Torneo di Taekwondo delle Olimpiadi estive del 2000 e la qualificazione per il Torneo di Taekwondo cat. 67 kg delle Olimpiadi estive del 2000. Con questi risultati ha aumentato la sua fama e ha attirato l'attenzione della superstar delle arti marziali, Jackie Chan, che l'ha sponsorizzata mentre promuoveva il suo film Shanghai Noon in Gran Bretagna. Ma nelle Olimpiadi del 2000 perse contro la norvegese Trude Gundersen in semifinale e la giapponese Yoriko Okamoto nella finale per il terzo posto. L'anno dopo, vinse il Campionato del Mondo femminile di Taekwondo cat. Pesi Medi, sconfiggendo la medaglia d'oro delle Olimpiadi estive del 2000 Chen Zhong in finale. Diventa la prima campionessa del Mondo Britannica nel Taekwondo.
Nel Torneo di Taekwondo cat. +67 kg alle Olimpiadi estive del 2004 è eliminata dalla venezuelana Adriana Carmona nel primo turno. Si allena allo Sportcity a Manchester e è un membro della Allstars Taekwondo Academy in Doncaster. Il suo allenatore è Master Gary Sykes.

## Palmarès
Fonte

### Giochi olimpici
- Bronzo Pechino 2008 (+67 kg)

### Campionati mondiali
- Oro Jeju 2001 (-72 kg)
- Argento Madrid 2005 (-72 kg)
- Oro Gyeongju 2011 (-67 kg)

### Campionati europei
- Argento Samsun 2002 (-72 kg)
- Argento Lillehammer 2004 (+72 kg)
- Oro Riga 2005 (-72 kg)
- Oro Bonn 2006 (-72 kg)
- Oro San Pietroburgo 2010 (-67 kg)